# Ina Ender
Ina Ender (* 9. Juli 1917 als Ina Schreier im heutigen Berlin-Kreuzberg; † 27. März 2008 in Lehnitz bei Berlin), auch bekannt unter ihrem ersten Ehenamen als Ina Lautenschläger, war eine deutsche Widerstandskämpferin, Vorführdame und eine der ersten deutschen Kriminalpolizistinnen.

## Leben
Sie war eine Tochter des gelernten Bildhauers Erich Schreier und der Schneiderin Margarete Hätzel. Ihr Vater war Mitbegründer des Spartakusbundes und der KPD. Er arbeitete als Angestellter im Bezirksamt Berlin-Kreuzberg, war dort bis 1933 Betriebsratsvorsitzender und bekannter Gegner des Nationalsozialismus. 
Von 1923 bis 1927 besuchte Ina Schreier die Volksschule Kreuzberg und anschließend die Minna-Cauer-Schule in Berlin-Neukölln. Früh engagierte sie sich im Schülerrat und fand 1931 über eine befreundete Familie Kontakt zu den Jungkommunisten. Als erstes Mädchen besuchte sie die Reformschule Scharfenberg.
Durch ihre Freundschaft mit Hans Lautenschläger und Hans Coppi schloss sie sich als 15-Jährige 1932 dem bereits illegalen Kommunistischen Jugendverband an und beteiligte sich an den politischen Aktionen ihrer Freunde gegen das NS-Regime.
Nach der Machtergreifung der Hitlerregierung am 30. Januar 1933 wurde ihr Vater aus dem Bezirksamt entlassen und bei Hausdurchsuchungen von der SA misshandelt. Seine Tochter wurde trotz sehr guter schulischer Leistungen danach die Freistelle im Schul-Internat gestrichen. Da ihre Eltern das Schulgeld nicht bezahlen konnten, musste sie die Schule ohne Abschluss verlassen und bekam aus Mangel an Ausbildungsplätzen auch keine Lehrstelle. Ihre Mutter bildete sie daraufhin als Schneiderin aus und es gelang ihr, einen Platz an der Berufsschule für Schneiderinnen zu finden. Ihre Ausbildung wurde allerdings nicht anerkannt, da ihre Mutter nicht autorisiert war, Lehrlinge auszubilden. Mutter und Tochter konnten vorerst von privaten Aufträgen leben. Ab 1935 war Ina Schreier als Akkordarbeiterin in einer Garnaufmacherei beschäftigt. 1936 fand sie eine Anstellung als Konfektionsnäherin in einer Damenschneiderei.
Mitte der 1930er Jahre wurde mit Hanns Hubmann einer der „Starfotografen der Naziprominenz“ auf sie aufmerksam, da sie als gelernte Schneiderin und „langbeinige Schönheit“ alle Voraussetzungen für eine Karriere als Fotomodell hatte. Da ihr Gesicht bald auch die Illustrierten zierte, bekam sie Zugang zu den „gehobenen Kreisen“, was sie dazu nutzte, Informationen für ihre Widerstandstätigkeit zu sammeln. Am 14. September 1936 heiratete sie Hans Lautenschläger.
Ihre Arbeit als „Vorführdame“ schilderte sie so:
„Der Salon von Annemarie Heise war ein Erlebnis besonderer Art. Hier wurde ein Kundenkreis bedient, der nicht zu meinem Umgang gehörte: adlige Gesellschaft, Eva Braun, die Frau von Goebbels, Filmschauspielerinnen wie Zarah Leander, Marika Rökk ... Durch diese Arbeit im Salon gelangte ich natürlich in den Besitz von Informationen, die sonst so leicht nicht zu bekommen waren.“
Zu diesen Informationen, die sie in dem Modesalon erhielt, gehörte auch eine von Eva Braun über den geplanten Termin der Eroberung Moskaus. Hinweise gab es auch auf Frontbewegungen und Angriffsziele, wenn die Gattinnen höchster Militärs über bevorstehende Reisen und Versetzungen plauderten.
Die „Vorführ“-Aufträge in vielen europäischen Städten gaben ihr die Möglichkeit zu reisen. Ende der 1930er Jahre schloss sich ihre Widerstandsgruppe, zu der dann auch ihre Freundin Oda Schottmüller gehörte, den Berliner Gruppen der Roten Kapelle um Harro Schulze-Boysen und Arvid Harnack an. Leopold Trepper schrieb in seinen Erinnerungen: „... eine der Verbindungen zwischen Berlin und Brüssel wurde durch die sehr schöne Ina Ender hergestellt, Mannequin in demselben Salon, bei dem Eva Braun (Hitlers Geliebte) und die Frauen der nationalsozialistischen Würdenträger ihre Toiletten anfertigen ließen.“
Im September 1942 wurde Ina Lautenschläger von der Gestapo verhaftet. Ihre Kuriertätigkeit blieb unentdeckt. Wegen Beihilfe zur Wehrkraftzersetzung (Verteilen von Flugblättern) wurde sie im Juli 1943 vom Reichskriegsgericht zu einer sechsjährigen Zuchthausstrafe verurteilt.
Nach der Befreiung aus der Haft wurde sie im Mai 1945 in Brand-Erbisdorf umgehend als stellvertretende Bürgermeisterin eingesetzt und arbeitete dort bis zum Sommer 1946. Nach Aussiedlung ihrer Mutter und ihres Sohnes Axel aus Polen wollte sie nach Berlin zurückkehren. Sie wurde aber vorerst im neu gegründeten Zweig der Volkspolizei zum Schutz von Gütertransporten in Niedersedlitz bei Dresden eingesetzt und zog mit Mutter und Sohn dorthin. 1947 versetzte man sie an das Kreispolizeiamt Großenhain. Dort arbeitete sie zunächst in der Verwaltung und einige Monate später als Leiterin des Amtes. 1949 wechselte sie zur Kriminalpolizei als Oberkommissarin der Landesbehörde der Volkspolizei in Dresden. Sie war dort für die Aufklärung von Sabotagetätigkeiten und Naziverbrechen zuständig. Im Mai 1950 wurde sie auf eigenen Antrag nach Berlin an die Hauptverwaltung der Volkspolizei Bereich Betriebsschutz versetzt. Wegen Verletzung der Dienstvorschriften im Oktober 1950 entlassen, musste sie sich als Leiterin der Handelsorganisation (HO) im Bereich Industriewaren eine neue Arbeit suchen und wurde 1953 Hauptabteilungsleiterin. Als ihr Mann Hans Lautenschläger aus sowjetischer Gefangenschaft nach Berlin zurückgekehrt war, trennten sie sich einvernehmlich.
Im Dezember 1952 heiratete sie Siegfried Ender. Ina Ender übernahm die Leitung mehrerer enteigneter Betriebe. Wenig später wurde sie im Zuge des Arbeiteraufstandes Opfer unbegründeter Beschuldigungen der Fachabteilung des Berliner Magistrats, von ihrer Tätigkeit entbunden und im Dezember 1954 aus der SED ausgeschlossen. Infolge des Parteiausschlusses fand sie keine qualifizierte Arbeit und musste im Mai 1955 eine unterbezahlte Anstellung als Näherin annehmen. 1957 wurde sie wieder in die SED aufgenommen und 1962 Mitarbeiterin der Hauptabteilung der Handelsorganisation Berlin. Von 1965 bis 1967 war sie Abteilungsleiterin für Studienangelegenheiten bei der Fachschule für Außenhandel. Ab 1967 musste sie aus gesundheitlichen Gründen aus dem Berufsleben ausscheiden und wurde 1968 invalidisiert. Als ihr Mann von 1972 bis 1975 im Irak als wissenschaftlicher Berater des Präsidenten der Handelsorganisation arbeitete, begleitete sie ihn dorthin und war auf finanzpolitischem Gebiet tätig. Zurück in der DDR beschäftigte sie sich in den folgenden Jahren mit Jugendarbeit und Traditionspflege, hielt Vorträge über den antifaschistischen Widerstandskampf und engagierte sich nach dem Untergang der SED-Diktatur in der DDR in der PDS an ihrem Wohnort Lehnitz.

## Medien
- Karl Heinz Jahnke: Zu Hause in der DDR. Pahl-Rugenstein Verlag Nachfolger GmbH, Bonn 1999, ISBN 3-89144-266-1.
- Hans Lautenschläger: An der Seite Hans Coppis. Erinnerungen des Genossen Hans Lautenschläger über den Kampf der Schulze-Boysen / Harnack - Organisation. Berlin 1980
- Gert Rosiejka: Die Rote Kapelle. "Landesverrat" als antifaschistischer Widerstand. - mit einer Einführung von Heinrich Scheel. ergebnisse-Verlag: Hamburg 1986, ISBN 3-925622-16-0
- Leopold Trepper: Die Wahrheit. Autobiographie; dtv: München 1978
- Alexander Stillmark, Regina Griebel, Heinrich Scheel, Hans Coppi (Hrsg.): Rote Kapelle – Dokumente aus dem antifaschistischen Widerstand. Zwei Schallplatten mit Tondokumenten und Begleitheft.(2 LPs mit Tonaufnahmen von Ina Ender, Hans Lautenschläger und anderen). VEB Deutsche Schallplatten, Berlin 1987, STEREO 865 395, 865 396